# Mu Ursae Majoris
Mu Ursae Majoris (Tania Australis, Alkafzah Australis, 34 Ursae Majoris) é uma estrela na direção da constelação de Ursa Major. Possui uma ascensão reta de 10h 22m 19.80s e uma declinação de +41° 29′ 58.0″. Sua magnitude aparente é igual a 3.06. Considerando sua distância de 249 anos-luz em relação à Terra, sua magnitude absoluta é igual a −1.35. Pertence à classe espectral M0III SB. É uma estrela variável semirregular.